# Hans Bloch (Kameramann)
Hans Bloch (* 4. September 1885 in Deutschland; † nach 1945) war ein deutscher Stummfilm-Kameramann.

## Leben und Wirken
Über Blochs Herkunft und frühen Jahre ist derzeit nichts bekannt. Noch vor dem Ersten Weltkrieg erhielt er eine fotografische und kameratechnische Ausbildung und wurde inmitten des Krieges als Chefkameramann eingesetzt. Bloch diente zunächst kleinen Berliner Produktionsfirmen wie der Ully-Film, der Otto-Film und der Pan-Film. 1917 und 1918 stand Bloch auch bei den Stuart-Webbs-Krimis Die Pagode, Der Stier von Saldanha und Der rätselhafte Blick mit Ernst Reicher hinter der Kamera. Nach Kriegsende fotografierte Bloch vor allem Inszenierungen von Johannes Guter, Erich Schönfelder, Heinz Schall, Robert Reinert, Gernot Bock-Stieber und zuletzt (1927) Franz Eckstein. Keine dieser Filme besitzt kulturhistorische Bedeutung. Mit Beginn des Tonfilmzeitalters konnte Hans Bloch zunächst nicht mehr in seinem Beruf arbeiten, kehrte aber Ende 1937 für einen Kurzfilm zum letzten Mal zum Spielfilm zurück. Hans Bloch überlebte zwar den Zweiten Weltkrieg, was er in seinen späten Lebensjahren beruflich tat, ist jedoch bislang unbekannt.

## Filmografie
- 1916: Bob Cray
- 1916: Der Schmuck der Herzogin
- 1916: Der unsichtbare Mensch
- 1917: Die Pagode
- 1918: Der rätselhafte Blick
- 1918: Die Fürstin von Beranien
- 1918: Der Stier von Saldanha
- 1919: Die Augen im Walde
- 1919: Die Frau im Käfig
- 1919: Ewiger Strom
- 1919: Kameraden
- 1919: Das Glück der Irren
- 1920: Die rote Redoute
- 1920: Das schwarze Amulett
- 1920: Die Liebe vom Zigeuner stammt …
- 1921: Die Dame und der Landstreicher
- 1921: Die Frau von morgen
- 1922: Sterbende Völker (2 Teile)
- 1922: Firnenrausch
- 1922: Die fünf Frankfurter
- 1923: Vineta
- 1924: Höhenfieber
- 1925: Der Schatten des Toten
- 1925: Die Zirkusprinzessin
- 1925: Die Handschrift des Inka
- 1927: Fassadengespenst
- 1927: Die Heiratsfalle
- 1938: Kriminalfall Erich Lemke (Kurzfilm)